# 제천 신륵사 극락전
제천 신륵사 극락전(堤川 神勒寺 極樂殿)은 충청북도 제천시 덕산면 월악리, 신륵사에 있는 조선시대의 극락전이다. 1982년 12월 17일 충청북도의 유형문화재 제132호로 지정되었다.

## 개요
신륵사는 월악산 기슭에 있는 절로 신라 진평왕 4년(582) 아도가 지었다고 하나 연대가 확실하지 않다. 그 뒤 신라 문무왕(재위 661∼681) 때 원효가 고쳤다고 하며, 조선 선조(재위 1567∼1608) 때 사명대사가 다시 지어 오늘에 이르고 있다.
신륵사 극락전은 아미타불을 모시는 건물이다.
앞면 3칸·옆면 3칸이며, 지붕 옆면이 사람 인(人)자 모양인 맞배지붕집이다. 지붕 처마를 받치기 위해 장식하여 만든 공포는 기둥 위와 기둥 사이에도 있는 다포계 양식의 건물이다.
건물의 바깥쪽 벽에는 여래상을 그려 장엄하게 하였으며, 내부에는 천장 좌우에 문수보살과 보현보살의 불화가 있다. 중앙에는 용 등으로 장식하여 내부를 세련되고 우아하게 하였다.
이곳에 모시고 있는 목조 아미타불좌상은 조선 후기 작품으로 추정된다.

## 문화재 보수
제천시는 신륵사 극락전이 동북 방향으로 다소 기울어지는 등 안전성에 문제가 있다는 충북도 문화재위원회 결정으로 전면 해체한 후 보수공사를 2017년에 추진한다.

## 참고 자료
- 제천 신륵사 극락전 - 국가유산청 국가유산포털